# La République CHKID
Pour plus de détails, voir Fiche technique et Distribution.
La République Chkid (Республика ШКИД, Respoublika Chkid) est un film soviétique réalisé par Guennadi Poloka, sorti en 1966. Le scénario est adapté de la nouvelle autobiographique de Grigori Belykh (ru) et Alekseï Efremov connu sous le nom de plume L. Panteleïev.

## Synopsis
Le film dont l'action se déroule en 1919, raconte le quotidien de la colonie pour jeunes délinquants d'Odessa à l'image de celles décrites par Anton Makarenko et qu'on retrouve dans Le Chemin de la vie (1931), qui à travers l'histoire de confrontation entre élèves et corps enseignant expose le concept pédagogique révolutionnaire pour l'époque. Le nom de l'établissement ChKID est une abréviation de Chkola imeni Dostoyevskogo [École Dostoïevski].

## Fiche technique
- Titre : La République Chkid
- Titre original : Республика ШКИД, Respoublika Chkid
- Réalisation : Guennadi Poloka
- Scénario : Grigori Belykh (ru), L. Panteleïev
- Photographie : Dmitri Dolinine (ru), Aleksandre Tchechouline (ru)
- Direction artistique : Nikolaï Souvorov (ru), Evgueni Goukov (ru)
- Costumes : Elena Amchinskaïa (ru)
- Rédaction: Mikhaïl Kouraïev (ru)
- Compositeur : Sergueï Slonimski
- Son : Galina Gavrilova
- Montage : Aleksandre Ivanovski
- Producteur exécutif : Iossif Chouroukht
- Production : Lenfilm
- Pays d'origine : URSS
- Format : Noir et blanc - 35 mm - Mono
- Genre : Comédie dramatique
- Durée : 103 minutes
- Date de sortie : 1966

## Distribution
- Sergueï Iourski : Victor Sorokine dit Wiknicksor, le principal
- Pavel Louspekaïev : Konstantin Mednikov dit Kostalmed, professeur de gymnastique
- Alexander Melnikov (ru) : Alexandre Popov dit Alnikpop, professeur d'histoire
- Vera Titova (ru) : Martha, la cuisinière
- Anatoli Stolbov (ru) : Pavel Arikov dit Palvan, professeur de littérature
- Yulia Bouryguina (ru) : Ella Lummberg dit Elanlumm, professeur d'allemand
- Lev Weinstein (ru) : Grigori Tchernykh dit Yankel
- Viktor Perevalov (ru) : Goga
- Anatoli Podchyvalov (ru) : Nikolaï Gromonostsev dit Tsigane
- Iouri Rytchkov (ru) : von Offenbakh dit le Marchand
- Aleksandre Tovstonogov (ru) : Gueorgui Dzhaparidzé dit Dzé
- Aleksandr Kavalerov : Kostia Fedotov dit Mamounette ou Kostia le Carrelet